# Album al numero uno nella Billboard 200 nel 2012

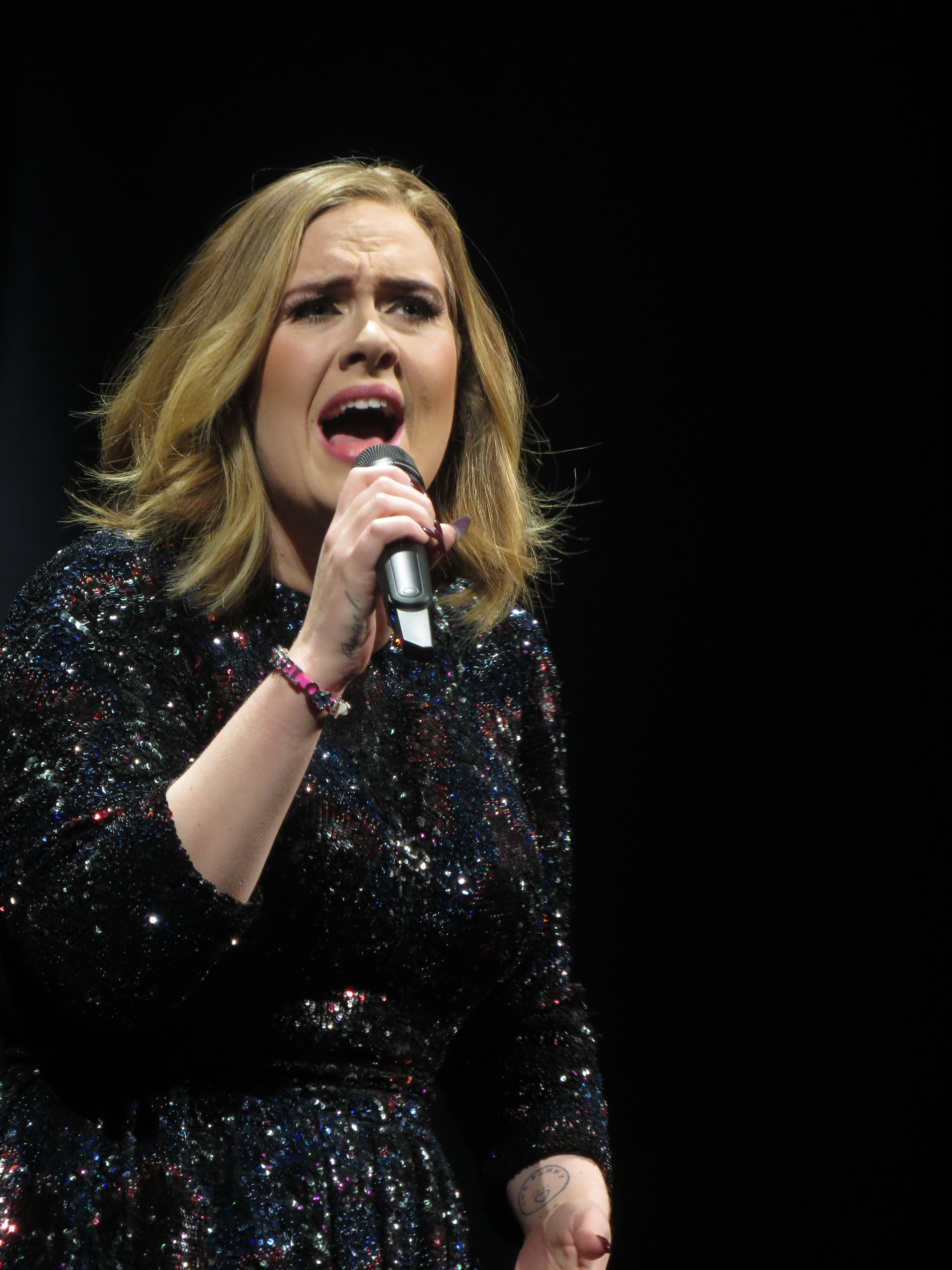
21 di Adele, con quasi 4.5 milioni di copie, è stato l'album più venduto del 2012. Con questo risultato, Adele è diventata la seconda cantante, dopo Michael Jackson, a registrare il maggior numero di vendite con lo stesso album per due anni consecutivi.

Di seguito è proposta la lista degli album al numero uno nella Billboard 200 nel 2012. La Billboard 200, pubblicata dalla rivista Billboard, è una classifica settimanale che considera i 200 album e EP più venduti negli Stati Uniti. I dati sono raccolti e compilati dalla Nielsen SoundScan prendendo in considerazione le vendite fisiche e digitali degli album accumulate settimanalmente.
Nel 2010 sono stati 30 gli album che hanno raggiunto la prima posizione della Billboard 200, ai quali si aggiunge Christmas di Michael Bublé e 21 di Adele che avevano raggiunto la vetta già nel 2011.
21 di Adele è stato l'album con la più lunga permanenza in vetta dell'anno, per il secondo anno consecutivo, con 11 settimane non consecutive (per un totale di 24 settimane spese alla prima posizione). Inoltre, per il secondo anno consecutivo, l'album è stato anche quello più venduto negli Stati Uniti totalizzando 4.410 milioni di copie.
Red di Taylor Swift ha venduto 1.21 milioni di copie nella settimana di debutto, diventando l'album con il miglior debutto in termini di vendite del 2012.

## Billboard 200
| † | Indica l'album con le migliori prestazioni del 2012 |

| Data         | Album                                               | Artista            | Tot. sett. #1 | Unità vendute | Fonti  |
| ------------ | --------------------------------------------------- | ------------------ | ------------- | ------------- | ------ |
| 7 gennaio    | Christmas                                           | Michael Bublé      | 5             | 467.000       | [ 7 ]  |
| 14 gennaio   | 21 †                                                | Adele              | 24            | 144.000       | [ 8 ]  |
| 21 gennaio   | 21 †                                                | Adele              | 24            | 124.000       | [ 9 ]  |
| 28 gennaio   | 21 †                                                | Adele              | 24            | 104.000       | [ 10 ] |
| 4 febbraio   | 21 †                                                | Adele              | 24            | 95.000        | [ 11 ] |
| 11 febbraio  | 21 †                                                | Adele              | 24            | 116.000       | [ 12 ] |
| {18 febbraio | 21 †                                                | Adele              | 24            | 122.000       | [ 13 ] |
| 25 febbraio  | 21 †                                                | Adele              | 24            | 237.000       | [ 14 ] |
| 3 marzo      | 21 †                                                | Adele              | 24            | 730.000       | [ 15 ] |
| 10 marzo     | 21 †                                                | Adele              | 24            | 297.000       | [ 16 ] |
| 17 marzo     | 21 †                                                | Adele              | 24            | 247.000       | [ 17 ] |
| 24 marzo     | Wrecking Ball                                       | Bruce Springsteen  | 1             | 196.000       | [ 18 ] |
| 31 marzo     | Up All Night                                        | One Direction      | 1             | 176.000       | [ 19 ] |
| 7 aprile     | The Hunger Games: Songs from District 12 and Beyond | Artisti vari       | 1             | 175.000       | [ 20 ] |
| 14 aprile    | MDNA                                                | Madonna            | 1             | 359.000       | [ 21 ] |
| 21 aprile    | Pink Friday: Roman Reloaded                         | Nicki Minaj        | 1             | 253.000       | [ 22 ] |
| 28 aprile    | Tuskegee                                            | Lionel Richie      | 2             | 129.000       | [ 23 ] |
| 5 maggio     | Tuskegee                                            | Lionel Richie      | 2             | 114.000       | [ 24 ] |
| 12 maggio    | Blunderbuss                                         | Jack White         | 1             | 138.000       | [ 25 ] |
| 19 maggio    | Blown Away                                          | Carrie Underwood   | 2             | 267.000       | [ 26 ] |
| 26 maggio    | Blown Away                                          | Carrie Underwood   | 2             | 120.000       | [ 27 ] |
| 2 giugno     | Trespassing                                         | Adam Lambert       | 1             | 77.000        | [ 28 ] |
| 9 giugno     | Born and Raised                                     | John Mayer         | 2             | 219.000       | [ 29 ] |
| 16 giugno    | Born and Raised                                     | John Mayer         | 2             | 65.000        | [ 30 ] |
| 23 giugno    | 21 †                                                | Adele              | 24            | 75.000        | [ 31 ] |
| 30 giugno    | Looking 4 Myself                                    | Usher              | 1             | 128.000       | [ 32 ] |
| 7 luglio     | Believe                                             | Justin Bieber      | 1             | 374.000       | [ 33 ] |
| 14 luglio    | Living Things                                       | Linkin Park        | 1             | 223.000       | [ 34 ] |
| 21 luglio    | Fortune                                             | Chris Brown        | 1             | 134.000       | [ 35 ] |
| 28 luglio    | Uncaged                                             | Zac Brown Band     | 2             | 234.000       | [ 36 ] |
| 4 agosto     | Life Is Good                                        | Nas                | 1             | 149.000       | [ 37 ] |
| 11 agosto    | Uncaged                                             | Zac Brown Band     | 2             | 48.000        | [ 38 ] |
| 18 agosto    | God Forgives, I Don't                               | Rick Ross          | 1             | 218.000       | [ 39 ] |
| 25 agosto    | Now 43                                              | Artisti vari       | 1             | 111.000       | [ 40 ] |
| 1º settembre | Based on a T.R.U. Story                             | 2 Chainz           | 1             | 75.000        | [ 41 ] |
| 8 settembre  | Chapter V                                           | Trey Songz         | 1             | 135.000       | [ 42 ] |
| 15 settembre | Eye on It                                           | TobyMac            | 1             | 69.000        | [ 43 ] |
| 22 settembre | North                                               | Matchbox Twenty    | 1             | 95.000        | [ 44 ] |
| 29 settembre | Away from the World                                 | Dave Matthews Band | 1             | 266.000       | [ 45 ] |
| 6 ottobre    | The Truth About Love                                | Pink               | 1             | 280.000       | [ 46 ] |
| 13 ottobre   | Babel                                               | Mumford & Sons     | 3             | 600.000       | [ 47 ] |
| 20 ottobre   | Babel                                               | Mumford & Sons     | 3             | 169.000       | [ 48 ] |
| 27 ottobre   | Babel                                               | Mumford & Sons     | 3             | 96.000        | [ 49 ] |
| 3 novembre   | Night Train                                         | Jason Aldean       | 1             | 409.000       | [ 50 ] |
| 10 novembre  | Red                                                 | Taylor Swift       | 7             | 1.208.000     | [ 51 ] |
| 17 novembre  | Red                                                 | Taylor Swift       | 7             | 344.000       | [ 52 ] |
| 24 novembre  | Red                                                 | Taylor Swift       | 7             | 196.000       | [ 53 ] |
| 1º dicembre  | Take Me Home                                        | One Direction      | 1             | 540.000       | [ 54 ] |
| 8 dicembre   | Unapologetic                                        | Rihanna            | 1             | 238.000       | [ 55 ] |
| 15 dicembre  | Girl on Fire                                        | Alicia Keys        | 1             | 159.000       | [ 56 ] |
| 22 dicembre  | Red                                                 | Taylor Swift       | 7             | 167.000       | [ 57 ] |
| 29 dicembre  | Red                                                 | Taylor Swift       | 7             | 208.000       | [ 58 ] |

Note:
1. ↑  Ha raggiunto il numero uno anche nel 2011
2. 1 2  Ha raggiunto il numero uno anche nel 2011
3. 1 2  Ha raggiunto il numero uno anche nel 2013